# Josef Tippelt

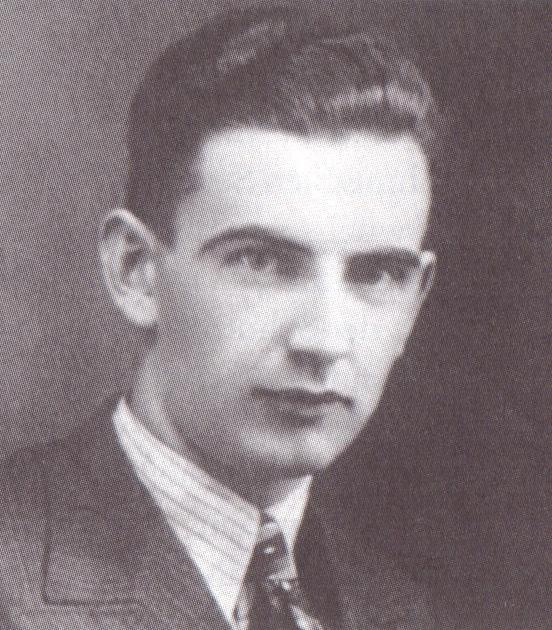
Josef Tippelt (um 1930)

Josef Tippelt (* 30. August 1908 in Marschendorf, Bezirk Trautenau, Königreich Böhmen; † 6. März 1943 in Berlin-Plötzensee) war ein deutsch-böhmischer Lehrer, engagierter Katholik, führendes Mitglied im Kolpingwerk und aktiver Gegner des Nationalsozialismus. Er wurde unmittelbar nach der deutschen Annexion des Sudetenlandes im Oktober 1938 verhaftet, am 22. Oktober 1942 vom Volksgerichtshof zum Tode verurteilt und am 6. März 1943 im Gefängnis Plötzensee erhängt.

## Leben
Josef Tippelt, Nachkomme „deutscher Riesengebirgsbauern“, war nach der Schul- und Studienzeit an verschiedenen deutschsprachigen Schulen Nordböhmens als Lehrer tätig. Er beherrschte auch die tschechische Sprache und trat der Deutschen Christlich-Sozialen Volkspartei bei, die die junge Tschechoslowakische Republik bejahte und sie im Bündnis mit tschechisch- und slowakischsprachigen Parteien aus katholischer Perspektive mitgestaltete.
Tippelt war seit seiner Jugend Mitglied im Katholischen Böhmischen Gesellenverein, der späteren Kolpingsfamilie. Vor allem auf Initiative des Achtzehnjährigen wurde am 4. September 1926 der sudetendeutsche Kolping-Zentralverband gegründet. Tippelt wurde Diözesan-Senior des Diözesanverbandes Königgrätz. 1929 dichtete er das später viel gesungene Kolping-Bannerlied „Auf, Gesellen, frisch zum Streite“. Im selben Jahr vertrat er die Kolpingsfamilien der Tschechoslowakei bei der ersten Zentralversammlung des Kolpingwerks in Köln.
Schon vor der „Machtergreifung“ in Deutschland warnte Tippelt vor der nationalsozialistischen Ideologie, die auch unter den Sudetendeutschen Widerhall fand. Nach 1933, als die Kolpingsfamilien im Reich der Gleichschaltung zum Opfer fielen, organisierte er Kolpingtreffen im Riesengebirge, an denen auch schlesische Gruppen teilnahmen. Vor den tschechoslowakischen Wahlen 1935 wandte er sich entschieden gegen die Sudetendeutsche Partei und ihre Ziele. An Kardinal Innitzer, der im März 1938 mit anderen österreichischen Bischöfen den Anschluss Österreichs befürwortete und die schriftliche Erklärung dazu mit dem Hitlergruß schloss, schrieb er einen heftigen Protestbrief, in dem er auch auf die Schließung und Beschlagnahme der österreichischen Kolpinghäuser Bezug nahm.
Dieser Brief wurde von der Gestapo abgefangen. Zusammen mit einer Denunziation aus dem Bekanntenkreis führte er dazu, dass Josef Tippelt nach dem deutschen Einmarsch im Oktober 1938 erstmals verhaftet und dann vom 9. Dezember 1938 bis zu seiner Hinrichtung ununterbrochen in verschiedenen Gefängnissen, darunter Hirschberg, Pilsen, Görlitz und schließlich Plötzensee, in Haft gehalten wurde. Was ihm zur Last gelegt wurde, war vielfältig und diffus und gipfelte in dem Vorwurf, „illegale Tätigkeit“ ausgeübt und „durch ein und dieselbe Handlung vom Sommer 1933 bis September 1938 ... fortgesetzt es unternommen zu haben, Staatsgeheimnisse zu verraten“.
Der Volksgerichtshofsprozess wurde am 20. Oktober 1942 eröffnet, fand unter Ausschluss der Öffentlichkeit und bei Schweigeverpflichtung aller Beteiligten statt und endete bereits nach zwei Tagen mit dem Todesurteil. Seine Eltern baten in einem erschütternden Brief den „erhabenen Führer“ um Begnadigung ihres Sohnes; Josef Tippelt selbst jedoch ließ „Reueempfinden ... völlig vermissen“ und wollte „ein Gnadengesuch ... nicht einreichen“. Verwandte, die ihn kurz vor der Hinrichtung noch besuchen durften, bezeugten eine tiefe Gelassenheit Tippelts. Sein letzter Brief war eine Bitte an den Reichsjustizminister, seinem Schwager, der Staatsanwalt in Prag war, keine Schwierigkeiten zu machen.

## Würdigung
Die katholische Kirche hat Josef Tippelt als Glaubenszeugen in das deutsche Martyrologium des 20. Jahrhunderts aufgenommen.